# Naarda atrirena
Naarda atrirena là một loài bướm đêm thuộc họ Noctuidae.